# Vladimir Bartol
Vladimir Bartol, slovenski spisatelj, dramaturg, esejist i publicist, rođen je 24. veljače 1903. u selu Svetom Ivanu kod Trsta, danas četvrti središnjeg dijela Trsta. Umro je 12. rujna 1967. u Ljubljani. Najpoznatiji je po knjizi Alamut, izdanoj 1938. godine. Prevedena je na mnoštvo jezika, te je cijenjena u cijelom svijetu. Nakon Drugog svjetskog rata bio je dramaturg "Slovenskoga narodnog gledališča" u Trstu, gdje je i poslije živio kao književnik i kazališni kritičar. Egzotičnim motivima, napetim i logičkim pripovjedanjem stekao je mnogo čitatelja. U poslijeratnim spisima više ga zanima tršćanska nacionalna i socijalna problematika.

## Život
Rođen je kao treće dijete u građanskoj obitelji oca Gregora Bartola, poštanskoga službenika i majke Marice Bartol-Nadlišek, po zvanju učiteljice, koja se bavila i pisanjem. Roditelji su mu priuštili odličnu izobrazbu, majka ga je upoznala sa slikarstvom, a otac mu je približio biologiju. U svojoj autobiografiji opisao se kao pretjerano osjetljivo dijete, koje je samo sebe doživljavalo kao pomalo drugačije od druge djece, zbog bogate mašte. Oduševljavale su ga brojne stvari, a najviše biologija, filozofija, psihologija, umjetnost, a posebice književnost i kazalište. Kao znanstvenik je skupljao i proučavao leptire.
Školu je pohađao u Trstu i završio je u Ljubljani. Zatim se je upisao na sveučilište i studirao biologiju i filozofiju. Posebice se zanimao za djela Sigmunda Freuda. Diplomirao je 1925. godine, te nastavio studij u znamenitoj Sorboni u Parizu, od 1926. do 1927. godine. 1928. odslužio je vojni rok u Petrovaradinu u Srbiji. Od 1933. do 1934. živio je u Beogradu, radeći kao urednik novina. Potom se je vratio u Ljubljanu, gdje je živio kao slobodan umjetnik do 1941. godine. Nakon Drugog svjetskog rata prvo je obavljao dužnost tajnika SNG u Ljubljani, zatim se vratio u Trst i okrenuo se životu kulturnog djelatnika. Godine 1956. ponovno se vratio u Sloveniju i preuzeo dužnost djelatnika organizacije SAZU. Tu je radio do svoje smrti, 12. rujna 1967.
U njegovim djelima vidi se utjecaj Friedricha Nietzchea, ekspresionizma i psihoanalize. Tako u njegovim djelima često nalazimo psihološke i filozofske ideje, koje poglavito govore o želji za moći, istini i laži, manipulaciji s ljudima i spoznavanju svjetovnih, intelektualnih načela. Kako je pisao u vrijeme socijalnoga realizma, njegove teme nisu dovoljno dolazile do izražaja. Do toga dolazi tek u osamdesetim godinama 20. stoljeća.
Vladimir Bartol po nekim je podacima simpatizirao primorsku organizaciju TIGR i prema mišljenju svojeg suvremenika, kritičara Line Legiše, kojeg podržava Miran Hladnik, preko alegorija iz islamskog svijeta govorio je o njihovoj borbi, pa i u zbirci Al Araf i romanu Alamut.
Po Bartolu je nazvana Višestupanjska škola Vladimir Bartol u Trstu, u kojoj je slovenski nastavni jezik.

## Djela
- Lopez (1932., drama)
- Al Araf (1935., zbirka kratkih novela)
- Alamut (1938., roman)
- Empedokles (1945.)
- Tržaške humoreske (1957., zbirka kratkih novela)
- Čudež na vasi (1984., roman)
- Don Lorenzo (1985., novela)
- Med idilo in grozo (1988., zbirka novela)
- Zakrinkani trubadur (1993., izbor eseja)
- Mladost pri Svetem Ivanu (2001., autobiografija)

## Vanjske poveznice
- Miran Hladnik: Razmerje med Bartolovo kratko in dolgo prozo (Al Araf in Alamut)